# Boris Papandopulo
Boris Papandopulo (Bad Honnef, 25 febbraio 1906 – Zagabria, 16 ottobre 1991) è stato un compositore e direttore d'orchestra croato.
Figlio di Konstantin Papadopulos, diplomatico russo di origine greca (cui lo zar Alessandro per meriti militari aveva donato la città di Stavropol') e della cantante lirica croata Maja Strozzi, discendente del nobile casato fiorentino, in giovanissima età venne indirizzato allo studio della musica (pianoforte, composizione e direzione musicale: che seguirà presso i conservatori e le accademie di Vienna e a Zagabria) dalla madre e da Igor' Fëdorovič Stravinskij, amico di famiglia e autore di alcune liriche musicali per la "primadonna" Maja, che peraltro spesso accompagnava al pianoforte. Di Maja Strozzi, sposata Pečić, vale la pena ricordare che Thomas Mann scrive nel Doktor Faustus: "Probabilmente è la più grande soprano di entrambi gli emisferi".
Nel corso della propria carriera, Papandopulo ha composto oltre quattrocento opere, dal tardoromanticismo all'atonalità: musica sinfonica, da camera e per strumenti solisti, corali e musica sacra, melodrammi, balletti e colonne sonore per il cinema.
Nel 1946 fonda e dirige il Teatro dell'Opera di Fiume (oggi Teatro Nazionale Croato "Ivan Zajc" e sede della compagnia del Dramma Italiano). Per il complesso fiumano ingaggia decine di orchestrali provenienti dall'Italia.
In seguito, Papandopulo è stato direttore dell'Orchestra sinfonica della RTV croata, dell'Opera di Sarajevo e dell'Opera di Spalato. Ha diretto complessi operistici pure in Italia, Germania, Austria, Bulgaria, Romania, Cecoslovacchia, Polonia.
Nella ex Jugoslavia incideva per la Jugoton, in Croazia per la Croatia Record, mentre sul versante internazionale lavorava con la tedesca G. Schirmer Inc., che pubblica quasi esclusivamente opere di grandi compositori del Novecento e contemporanei, come Prokof'ev, Šoštakovič, Padereckij, Poulenc, Glass, Menotti, Previn, Bernstein.
Nel 1996 l'Associazione dei Compositori della Croazia (Hrvatsko Društvo Skladatelja) ha istituito il Premio "Boris Papandopulo" che viene assegnato ogni anno.
Numerose vie e piazze in Croazia sono dedicate al Maestro, come pure una Scuola di Musica (privata) di Spalato.